# Chambéry

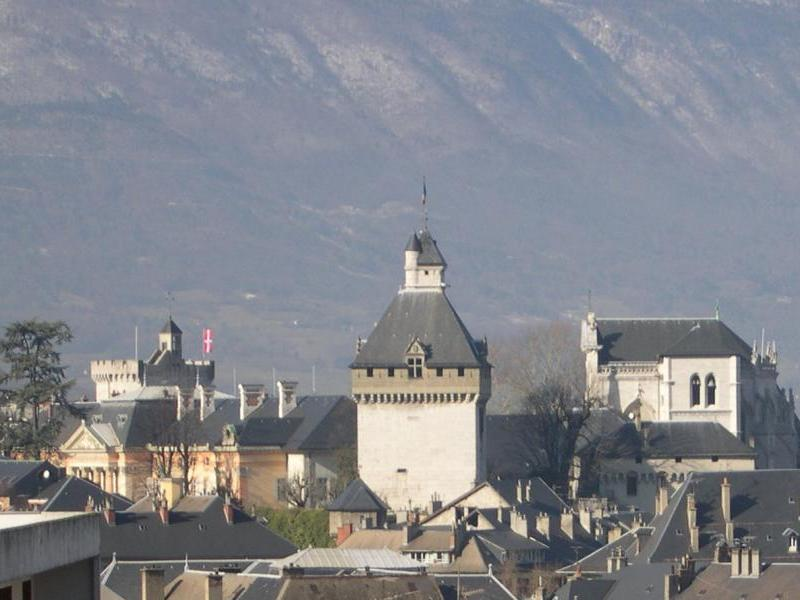
Slottet i Chambéry

Chambéry är en kommun i departementet Savoie i regionen Auvergne-Rhône-Alpes i sydöstra Frankrike. Kommunen är chef-lieu över 4 kantoner som tillhör arrondissementet Chambéry. År 2022 hade Chambéry 60 251 invånare.

## Befolkningsutveckling
Antalet invånare i kommunen Chambéry
| Referens: INSEE |